# Cal Font (Sant Boi de Llobregat)
Cal Font, o Cal Sanç (Sans en ortografia prefabriana), és un edifici del municipi de Sant Boi de Llobregat (Baix Llobregat) que forma part de l'Inventari del Patrimoni Arquitectònic de Catalunya.

## Descripció
És una construcció agrícola de planta rectangular amb el cos central de 6 crugies, i dos cossos laterals amb galeries a la planta pis. consta de planta baixa i dos pisos, llevat dels còssos laterals que són de planta baixa i pis.
Edifici cobert a dues aigües amb el carenatge paral·lel a la façana principal. La composició arquitectònica es reforça per la regularitat de la disposició de les obertures. La façana principal té quatre portals d'arc escarser, i es diferencia de la posterior que és més austera. Aquesta masía destaca per la seva gran quantitat de finestres.